# Aigné
Aigné – miejscowość i gmina we Francji, w regionie Kraj Loary, w departamencie Sarthe.
Według danych na rok 1990 gminę zamieszkiwało 1155 osób, a gęstość zaludnienia wynosiła 92 osób/km² (wśród 1504 gmin Kraju Loary Aigné plasuje się na 515. miejscu pod względem liczby ludności, natomiast pod względem powierzchni na miejscu 893.).